# العمارة (نجرة)

تعديل مصدري - تعديل

العمارة هي إحدى قرى عزلة الشعاثمة بمديرية نجرة التابعة لمحافظة حجة، بلغ تعداد سكانها 627 نسمة حسب تعداد اليمن لعام 2004.